# Найцінніший гравець Головної бейсбольної ліги
Приз Найцінніший гравець Головної бейсбольної ліги (MVP) (англ. Major League Baseball Most Valuable Player Award, MVP) — щорічна нагорода Головної бейсбольної ліги (ГБЛ), яка вручається найціннішому гравцю Національної і Американської ліг за підсумками регулярного сезону, починаючи з 1931 року. З 1931 року нагороду вручає Асоціація бейсбольних журналістів Америки.

## Нагорода Чалмерса (1911–1914)
До сезону 1910 року Х'ю Чалмерс, власник автомобільної компанії Chalmers Automobile Company, щоб розрекламувати свою продукцію, запропонував подарувати авто марки Chalmers Model 30 гравцю з найкращим показником середньої реалізації за підсумками сезону.
| Рік  | Національна ліга                  | Американська ліга                      |
| ---- | --------------------------------- | -------------------------------------- |
| 1911 | Вайлдфайр Шульт, Чикаго Кабс, АФ  | Тай Кобб, Детройт Тайґерс, АФ          |
| 1912 | Ларрі Дойл, Нью-Йорк Джаєнтс, 2Б  | Тріс Спікер, Бостон Ред Сокс, АФ       |
| 1913 | Джейк Доберт, Бруклін Доджерс, 1Б | Волтер Джонсон, Вашингтон Сенаторс, П  |
| 1914 | Джонні Еверс, Бостон Брейвз, 2Б   | Едді Коллінз, Філадельфія Атлетикс, 2Б |

## Нагороди ліги (1922–1929)
| Рік  | Національна ліга                         | Американська ліга                      |
| ---- | ---------------------------------------- | -------------------------------------- |
| 1922 | Нема переможця                           | Джордж Сіслер, Сент-Луїс Браунс, 1Б    |
| 1923 | Нема переможця                           | Бейб Рут, Нью-Йорк Янкіз, АФ           |
| 1924 | Деззі Венс, Бруклін Робінс, П            | Волтер Джонсон, Вашингтон Сенаторс, П  |
| 1925 | Роджерс Хорнсбі, Сент-Луїс Кардиналс, 2Б | Роджер Пекінпо, Вашингтон Сенаторс, ШС |
| 1926 | Боб О'Фаррелл, Сент-Луїс Кардиналс, К    | Джордж Бернз, Клівленд Індіанз, 1Б     |
| 1927 | Пол Вейнер, Піттсбург Пайретс, АФ        | Лу Ґеріґ, Нью-Йорк Янкіз, 1Б           |
| 1928 | Джим Боттомлі, Сент-Луїс Кардиналс, 1Б   | Мікі Кокрейн, Філадельфія Атлетикс, К  |
| 1929 | Роджерс Хорнсбі, Чикаго Кабс, 2Б         | Нема переможця                         |

## Нагорода Найціннішого гравця Асоціації бейсбольних журналістів Америки

Джекі Робінсон тримає нагороду Найціннішого гравця Національної ліги. Бруклін, Нью-Йорк, Нью-Йорк. 7 липня 1950 р.

| Рік  | Національна ліга                                                            | Американська ліга                      |
| ---- | --------------------------------------------------------------------------- | -------------------------------------- |
| 1931 | Френкі Фріш, Сент-Луїс Кардиналс, 2Б                                        | Лефті Гроув, Філадельфія Атлетикс, П   |
| 1932 | Чак Клайн, Філадельфія Філліс, АФ                                           | Джиммі Фокс, Філадельфія Атлетикс, 1Б  |
| 1933 | Карл Хаббелл, Нью-Йорк Джаєнтс, П                                           | Джиммі Фокс, Філадельфія Атлетикс, 1Б  |
| 1934 | Діззі Дін, Сент-Луїс Кардиналс, П                                           | Мікі Кокрейн, Детройт Тайґерс, К       |
| 1935 | Ґеббі Хартнетт, Чикаго Кабс, К                                              | Хенк Грінберг, Детройт Тайґерс, 1Б     |
| 1936 | Карл Хаббелл, Нью-Йорк Джаєнтс, П                                           | Лу Ґеріґ, Нью-Йорк Янкіз, 1Б           |
| 1937 | Джо Медвік, Сент-Луїс Кардиналс, АФ                                         | Чарлі Ґерінгер, Детройт Тайґерс, 2Б    |
| 1938 | Ерні Ломбарді, Цинциннаті Редс, К                                           | Джиммі Фокс, Бостон Ред Сокс, 1Б       |
| 1939 | Бакі Волтерс, Цинциннаті Редс, П                                            | Джо ДіМаджо, Нью-Йорк Янкіз, АФ        |
| 1940 | Френк Маккормік, Цинциннаті Редс, 1Б                                        | Хенк Грінберг, Детройт Тайґерс, АФ     |
| 1941 | Дольф Каміллі, Бруклін Доджерс, 1Б                                          | Джо ДіМаджо, Нью-Йорк Янкіз, АФ        |
| 1942 | Морт Купер, Сент-Луїс Кардиналс, П                                          | Джо Гордон, Нью-Йорк Янкіз, 2Б         |
| 1943 | Стен Мьюзіел, Сент-Луїс Кардиналс, АФ                                       | Спад Чендлер, Нью-Йорк Янкіз, П        |
| 1944 | Марті Меріон, Сент-Луїс Кардиналс, ШС                                       | Хел Ньюхаузер, Детройт Тайґерс, П      |
| 1945 | Філ Каварретта, Чикаго Кабс, 1Б                                             | Хел Ньюхаузер, Детройт Тайґерс, П      |
| 1946 | Стен Мьюзіел, Сент-Луїс Кардиналс, 1Б                                       | Тед Вільямс, Бостон Ред Сокс, АФ       |
| 1947 | Боб Елліотт, Бостон Брейвз, 3Б                                              | Джо Ді Маджо, Нью-Йорк Янкіз, АФ       |
| 1948 | Стен Мьюзіел, Сент-Луїс Кардиналс, АФ                                       | Лу Будро, Клівленд Індіанз, ШС         |
| 1949 | Джекі Робінсон, Бруклін Доджерс, 2Б                                         | Тед Вільямс, Бостон Ред Сокс, OF       |
| 1950 | Джим Константі, Філадельфія Філліс, П                                       | Філ Ріццуто, Нью-Йорк Янкіз, ШС        |
| 1951 | Рой Кампанелла, Бруклін Доджерс, К                                          | Йоґі Берра, Нью-Йорк Янкіз, К          |
| 1952 | Хенк Сауер, Чикаго Кабс, АФ                                                 | Боббі Шантц, Філадельфія Атлетикс, П   |
| 1953 | Рой Кампанелла, Бруклін Доджерс, К                                          | Ел Роузен, Клівленд Індіанз, 3Б        |
| 1954 | Віллі Мейс, Нью-Йорк Джаєнтс, АФ                                            | Йоґі Берра, Нью-Йорк Янкіз, К          |
| 1955 | Рой Кампанелла, Бруклін Доджерс, К                                          | Йоґі Берра, Нью-Йорк Янкіз, К          |
| 1956 | Дон Ньюкомб, Бруклін Доджерс, П                                             | Міккі Ментл, Нью-Йорк Янкіз, АФ        |
| 1957 | Генк Аарон, Мілвокі Брейвз, АФ                                              | Міккі Ментл, Нью-Йорк Янкіз, АФ        |
| 1958 | Ерні Бенкс, Чикаго Кабс, ШС                                                 | Джекі Дженсен, Бостон Ред Сокс, АФ     |
| 1959 | Ерні Бенкс, Чикаго Кабс, ШС                                                 | Неллі Фокс, Чикаго Вайт Сокс, 2Б       |
| 1960 | Дік Гроут, Піттсбург Пайретс, ШС                                            | Роджер Маріс, Нью-Йорк Янкіз, АФ       |
| 1961 | Френк Робінсон, Цинциннаті Редс, АФ                                         | Роджер Маріс, Нью-Йорк Янкіз, АФ       |
| 1962 | Морі Віллс, Лос-Анджелес Доджерс, ШС                                        | Міккі Ментл, Нью-Йорк Янкіз, АФ        |
| 1963 | Сенді Куфакс, Лос-Анджелес Доджерс, П                                       | Елстон Горард, Нью-Йорк Янкіз, К       |
| 1964 | Кен Боєр, Сент-Луїс Кардиналс, 3Б                                           | Брукс Робінсон, Балтимор Оріолс, 3Б    |
| 1965 | Віллі Мейс, Сан-Франциско Джаєнтс, АФ                                       | Сойло Версаллес, Міннесота Твінз, ШС   |
| 1966 | Роберто Клементе, Піттсбург Пайретс, АФ                                     | Френк Робінсон, Балтимор Оріолс, АФ    |
| 1967 | Орландо Сепеда, Сент-Луїс Кардиналс, 1Б                                     | Карл Ястржемскі, Бостон Ред Сокс, АФ   |
| 1968 | Боб Гібсон, Сент-Луїс Кардиналс, П                                          | Денні Маклейн, Детройт Тайґерс, П      |
| 1969 | Віллі Маккаві, Сан-Франциско Джаєнтс, 1Б                                    | Хармон Кіллебрю, Міннесота Твінз, 3Б   |
| 1970 | Джонні Бенч, Цинциннаті Редс, К                                             | Буг Пауелл, Балтимор Оріолс, 1Б        |
| 1971 | Джо Торре, Сент-Луїс Кардиналс, 3Б                                          | Віда Блу, Окленд Атлетикс, П           |
| 1972 | Джонні Бенч, Цинциннаті Редс, К                                             | Дік Аллен, Чикаго Вайт Сокс, 1Б        |
| 1973 | Піт Роуз, Цинциннаті Редс, АФ                                               | Реджі Джексон, Окленд Атлетикс, АФ     |
| 1974 | Стів Гарві, Лос-Анджелес Доджерс, 1Б                                        | Джефф Барроус, Техас Рейнджерс, АФ     |
| 1975 | Джо Морган, Цинциннаті Редс, 2Б                                             | Фред Лінн, Бостон Ред Сокс, АФ         |
| 1976 | Джо Морган, Цинциннаті Редс, 2Б                                             | Турман Мансон, Нью-Йорк Янкіз, К       |
| 1977 | Джордж Фостер, Цинциннаті Редс, АФ                                          | Род Керью, Міннесота Твінз, 1Б         |
| 1978 | Дейв Паркер, Піттсбург Пайретс, АФ                                          | Джим Райс, Бостон Ред Сокс, АФ         |
| 1979 | Кіт Ернандес, Сент-Луїс Кардиналс, 1B Віллі Старгелл, Піттсбург Пайретс, 1Б | Дон Бейлор, Каліфорнія Ейнджелс, ПЗ    |
| 1980 | Майк Шмідт, Філадельфія Філліс, 3Б                                          | Джордж Бретт, Канзас-Сіті Роялс, 3Б    |
| 1981 | Майк Шмідт, Філадельфія Філліс, 3Б                                          | Роллі Фінгерс, Мілвокі Брюерс, П       |
| 1982 | Дейл Мерфі, Атланта Брейвз, АФ                                              | Робін Янт, Мілвокі Брюерс, ШС          |
| 1983 | Дейл Мерфі, Атланта Брейвз, АФ                                              | Кел Ріпкен, мл., Балтимор Оріолс, ШС   |
| 1984 | Райн Сендберг, Чикаго Кабс, 2Б                                              | Віллі Ернандес, Детройт Тайґерс, П     |
| 1985 | Віллі Макґі, Сент-Луїс Кардиналс, АФ                                        | Дон Меттінглі, Нью-Йорк Янкіз, 1Б      |
| 1986 | Майк Шмідт, Філадельфія Філліс, 3Б                                          | Роджер Клеменс, Бостон Ред Сокс, П     |
| 1987 | Андре Доусон, Чикаго Кабс, АФ                                               | Джордж Белл, Торонто Блу-Джейс, АФ     |
| 1988 | Кірк Гібсон, Лос-Анджелес Доджерс, АФ                                       | Хосе Кансеко, Окленд Атлетикс, АФ      |
| 1989 | Кевін Мітчелл, Сан-Франциско Джаєнтс, АФ                                    | Робін Янт, Мілвокі Брюерс, АФ          |
| 1990 | Баррі Бондс, Піттсбург Пайретс, АФ                                          | Рікі Хендерсон, Окленд Атлетикс, АФ    |
| 1991 | Террі Пендлтон, Атланта Брейвз, 3Б                                          | Кел Ріпкен, мл., Балтимор Оріолс, ШС   |
| 1992 | Баррі Бондс, Піттсбург Пайретс, АФ                                          | Денніс Екерслі, Окленд Атлетикс, П     |
| 1993 | Баррі Бондс, Сан-Франциско Джаєнтс, АФ                                      | Френк Томас, Чикаго Вайт Сокс, 1Б      |
| 1994 | Джефф Бегвелл, Х'юстон Астрос, 1Б                                           | Френк Томас, Чикаго Вайт Сокс, 1Б      |
| 1995 | Баррі Ларкін, Цинциннаті Редс, ШС                                           | Мо Вон, Бостон Ред Сокс, 1Б            |
| 1996 | Кен Камініті, Сан-Дієго Падрес, 3Б                                          | Хуан Гонсалес, Техас Рейнджерс, АФ     |
| 1997 | Ларрі Вокер, Колорадо Рокіс, АФ                                             | Кен Гріффі, мл., Сієтл Маринерс, АФ    |
| 1998 | Саммі Соса, Чикаго Кабс, АФ                                                 | Хуан Гонсалес, Техас Рейнджерс, АФ     |
| 1999 | Чіппер Джонс, Атланта Брейвз, 3Б                                            | Іван Родрігес, Техас Рейнджерс, К      |
| 2000 | Джефф Кент, Сан-Франциско Джаєнтс, 2Б                                       | Джейсон Джамбі, Окленд Атлетикс, 1Б    |
| 2001 | Баррі Бондс, Сан-Франциско Джаєнтс, АФ                                      | Ічіро Сузукі, Сієтл Маринерс, АФ       |
| 2002 | Баррі Бондс, Сан-Франциско Джаєнтс, АФ                                      | Мігель Техада, Окленд Атлетикс, ШС     |
| 2003 | Баррі Бондс, Сан-Франциско Джаєнтс, АФ                                      | Алекс Родрігес, Техас Рейнджерс, ШС    |
| 2004 | Баррі Бондс, Сан-Франциско Джаєнтс, АФ                                      | Владімір Герреро, Анахайм Ейнджелс, АФ |
| 2005 | Альберт Пухолс, Сент-Луїс Кардиналс, 1Б                                     | Алекс Родрігес, Нью-Йорк Янкіз, 3Б     |
| 2006 | Раян Говард, Філадельфія Філліс, 1Б                                         | Джастін Морно, Міннесота Твінз, 1Б     |
| 2007 | Джиммі Роллінс, Філадельфія Філліс, ШС                                      | Алекс Родрігес, Нью-Йорк Янкіз, 3Б     |
| 2008 | Альберт Пухолс, Сент-Луїс Кардиналс, 1Б                                     | Дастін Педроя, Бостон Ред Сокс, 2Б     |

### Багаторазові переможці
| Гравець         | Нагороди | Роки                   |
| --------------- | -------- | ---------------------- |
| Баррі Бондс     | 7        | 1990, 1992–93, 2001–04 |
| Йоґі Берра      | 3        | 1951, 1954–55          |
| Рой Кампанелла  | 3        | 1951, 1953, 1955       |
| Джо ДіМаджо     | 3        | 1939, 1941, 1947       |
| Джиммі Фокс     | 3        | 1932–33, 1938          |
| Мікі Ментл      | 3        | 1956–57, 1962          |
| Стен Мьюзіел    | 3        | 1943, 1946, 1948       |
| Алекс Родрігес  | 3        | 2003, 2005, 2007       |
| Майк Шмідт      | 3        | 1980–81, 1986          |
| Ерні Бенкс      | 2        | 1958–59                |
| Джонні Бенч     | 2        | 1970, 1972             |
| Мікі Кокрейн    | 2        | 1928, 1934             |
| Лу Ґеріґ        | 2        | 1927, 1936             |
| Хуан Гонсалес   | 2        | 1996, 1998             |
| Хенк Грінберг   | 2        | 1935, 1940             |
| Роджерс Хорнсбі | 2        | 1925, 1929             |
| Карл Хаббелл    | 2        | 1933, 1936             |
| Волтер Джонсон  | 2        | 1913, 1924             |
| Роджер Маріс    | 2        | 1960–61                |
| Віллі Мейс      | 2        | 1954, 1965             |
| Джо Морган      | 2        | 1975–76                |
| Дейл Мерфі      | 2        | 1982–83                |
| Хел Ньюхаузер   | 2        | 1944–45                |
| Альберт Пухолс  | 2        | 2005, 2008             |
| Кел Ріпкен, мл. | 2        | 1983, 1991             |
| Френк Робінсон  | 2        | 1961, 1966             |
| Френк Томас     | 2        | 1993–94                |
| Тед Вільямс     | 2        | 1946, 1949             |
| Робін Янт       | 2        | 1982, 1989             |

- Примітка: поточна версія нагороди MVP вручається з 1931 року.  До 1931, Нагороди ліги вручалися гравцю лише один раз (з 1922–1929), а інколи не вручались взагалі (з 1876–1909, і знов з 1915–1921).

### Нагороди за командою
| Команда                                  | Нагороди |
| ---------------------------------------- | -------- |
| Нью-Йорк Янкіз                           | 20       |
| Сент-Луїс Кардиналс                      | 19       |
| Філадельфія/Окленд Атлетикс              | 13       |
| Нью-Йорк/Сан-Франциско Джаєнтс           | 13       |
| Бруклін/Лос-Анджелес Доджерс             | 12       |
| Цинциннаті Редс                          | 11       |
| Бостон Ред Сокс                          | 10       |
| Детройт Тайґерс                          | 9        |
| Чикаго Кабс                              | 8        |
| Піттсбург Пайретс                        | 7        |
| Бостон/Мілвокі/Атланта Брейвз            | 7        |
| Вашингтон Сенаторс/Міннесота Твінз       | 7        |
| Філадельфія Філліс                       | 7        |
| Сент-Луїс Браунс/Балтимор Оріолс         | 6        |
| Техас Рейнджерс                          | 5        |
| Чикаго Вайт Сокс                         | 4        |
| Клівленд Індіанз                         | 3        |
| Мілвокі Брюерс                           | 3        |
| Сієтл Маринерс                           | 2        |
| Каліфорнія/Анахайм/Лос-Анджелес Ейнджелс | 2        |
| Канзас-Сіті Роялс                        | 1        |
| Торонто Блу-Джейс                        | 1        |
| Х'юстон Астрос                           | 1        |
| Сан-Дієго Падрес                         | 1        |
| Колорадо Рокіс                           | 1        |
| Аризона Даймондбекс                      | 0        |
| Флорида Марлінс                          | 0        |
| Вашингтон Нешналс                        | 0        |
| Нью-Йорк Метс                            | 0        |
| Тампа-Бей Рейз                           | 0        |